# Erich Czerwonski
Erich Czerwonski, manchmal auch fälschlicherweise Erich Czerwonsky geschrieben (* 3. Oktober 1889 in Berlin als Adolf Erich Czerwonski; † 25. September 1940 auf dem Bahnhof Berlin Westkreuz), war ein deutscher Filmarchitekt.

## Leben
Czerwonski hatte Architektur studiert, ehe er eine Berufslaufbahn als Bühnenbildner, Zeichner und Kulissenmaler einschlug. Seine Arbeit beim Film startete er gleich nach Ende des Ersten Weltkriegs als Assistent des Filmarchitekten Hermann Warm bei der Produktionsfirma Decla-Bioscop. Ende 1920 zeichnete Erich Czerwonski erstmals als zweiter Chefarchitekt verantwortlich. 1922/23 setzte der Berliner die Entwürfe renommierterer Kollegen, darunter erneut Hermann Warm, bei zwei Inszenierungen F. W. Murnaus um. Der Großteil der Filmbauten Czerwonskis entstand jedoch für weniger bedeutende Kinoproduktionen.
In der Umbruchszeit vom Stumm- zum Tonfilm (1928/29) leistete er Pionierarbeit: So entwarf Erich Czerwonski die Kulissen zu den ersten Tobis-Kurztonfilmen Paganini in Venedig, Das letzte Lied, Und Nelson spielt und Dein ist mein Herz sowie zu Melodie der Welt und Dich hab’ ich geliebt, die als die ersten beiden abendfüllenden Tonfilme Deutschlands gelten.
In den 1930er Jahren war Czerwonski einer der meistbeschäftigten Szenenbildner des deutschen Kinos; in nur einem Jahrzehnt gestaltete er die Filmbauten für über 80 kurze und abendfüllende Filme, „die ihn als routinierten Techniker ohne größere künstlerische Ambitionen auswiesen“. Czerwonski starb im Frühherbst 1940: Der stark Kurzsichtige war während der kriegsbedingten Verdunkelung am frühen Abend des 25. Septembers unter die Räder einer herannahenden S-Bahn geraten.
Erich Czerwonskis Sohn war der Standfotograf und Kameramann Heinz Czerwonski (1920–1970).

## Filmografie
- 1920/21: Die Jagd nach dem Tode (4 Teile)
- 1921: Die schwarze Pantherin
- 1921: Violet
- 1922: Bardame
- 1922: Phantom
- 1923: Ein Glas Wasser
- 1923: Die Prinzessin Suwarin
- 1923: Die Austreibung
- 1923: Die Finanzen des Großherzogs
- 1924: Mein Leopold
- 1925: Das Fräulein vom Amt
- 1925: Der Herr ohne Wohnung
- 1926: Der Geiger von Florenz
- 1926: Die Boxerbraut
- 1927: Jugendrausch
- 1927: Grand Hotel …!
- 1927: Gustav Mond … Du gehst so stille
- 1927: Die Frau im Schrank
- 1927: Der große Sprung
- 1928: Panik
- 1928: Die Dame mit der Maske
- 1928: Paganini in Venedig (Ton-Kurzfilm)
- 1928: Ein Tag Film (Ton-Kurzfilm)
- 1928: Das letzte Lied (Ton-Kurzfilm)
- 1929: Skandal in Baden-Baden
- 1929: Dein ist mein Herz (Ton-Kurzfilm)
- 1929: Und Nelson spielt (Ton-Kurzfilm)
- 1929: Melodie der Welt
- 1929: Dich hab’ ich geliebt
- 1929: Der Günstling von Schönbrunn
- 1930: Delikatessen
- 1930: Terra Melophon Magazin Nr. 1 (Kurzfilme)
- 1931: Chauffeur Antoinette
- 1931: Die Koffer des Herrn O.F.
- 1932: Hallo Hallo! Hier spricht Berlin!
- 1932: Ein steinreicher Mann
- 1932: Fünf von der Jazzband
- 1932: Trenck
- 1933: Der große Bluff
- 1933: Zwei im Sonnenschein
- 1933: Es gibt nur eine Liebe
- 1934: Rivalen der Luft
- 1934: So ein Flegel
- 1934: Fräulein Frau
- 1934: Da stimmt was nicht
- 1934: Ein Walzer für dich
- 1934: Fräulein Liselott
- 1934: Die Liebe siegt
- 1934: Herz ist Trumpf
- 1935: Petersburger Nächte. Walzer an der Newa
- 1935: Lärm um Weidemann
- 1935: Leichte Kavallerie
- 1935: Herbstmanöver
- 1936: Liebeserwachen
- 1936: Mädchen in Weiß
- 1936: Gleisdreieck
- 1936: Spiel an Bord
- 1937: Gordian, der Tyrann
- 1937: Mädchen für alles
- 1937: Der Lachdoktor
- 1937: Tango Notturno
- 1938: Schüsse in Kabine 7
- 1938: Die fromme Lüge
- 1938: Geheimzeichen LB 17
- 1938: Schatten über St. Pauli
- 1938: Fracht von Baltimore
- 1939: Aufruhr in Damaskus
- 1939: Hochzeit mit Hindernissen
- 1939: Kennwort Machin
- 1939: Johannisfeuer
- 1939: Weißer Flieder
- 1940: Meine Tochter tut das nicht
- 1940: Herz ohne Heimat
- 1940: Achtung! Feind hört mit!